# Домшинское
Домшинское — внутриболотное дистрофное озеро в Холмском районе Новгородской области России.
Озеро находится на высоте 94 м над уровнем моря между урочищ Межник, Остров Домша и Большая Рядоха в болоте Рдейском. Площадь — 0,6 км². Площадь водосборного бассейна — 12,9 км². Берега торфяные, сплавинные. Озёрная котловина в значительной мере выровнена. Дно покрыто гумусовым сапропелем.
С северной стороны впадает несколько ручьёв. На юге через протоку Островизь соединяется с соседним озером Островисто, из которого сток идёт по Хлавице в Ловать.
В озере произрастает кубышка жёлтая. Водится окунь, щука.
Код водного объекта в государственном водном реестре — 01040200311102000023729.